# Edwin Starr
Edwin Starr, geboren als Charles Hatcher (Nashville (Tennessee), 21 januari 1942 - Nottingham, 2 april 2003) was een Amerikaanse soulzanger.
Starr maakte aan het einde van de jaren vijftig zijn debuut met The Futuretones. Na zijn diensttijd vestigde Starr zich in Detroit, waar hij tekende bij het Ric-Tic-label. In 1968 werd deze maatschappij overgenomen door Motown en brak Starr door met Twenty-Five Miles. Tot zijn bekende Motownhits behoorden ook Headline News en Stop Her On The Sight (S.O.S.). Zijn grootste succes was War (1970), dat onder leiding van de producers Norman Whitfield en Barrett Strong werd opgenomen. Het werd een nummer-één hit in de Amerikaanse Billboard Hot 100. Starrs pogingen om met Blinky Williams het succesvolle Motown-duo Marvin Gaye & Tammi Terrell naar de kroon te steken, leden schipbreuk. Het bleef bij één duettenalbum Just We Two met matig succes.
In het discotijdperk maakte Starr onder meer Contact en H.A.P.P.Y., maar de ster van Starr verdween steeds meer naar de achtergrond. Starr toerde met zijn Motowncollega's The Four Tops en Martha Reeves door het oldies-circuit. Starr verhuisde naar Engeland, waar hij onder meer voor de BBC een documentaire presenteerde over soulmuziek en de Afro-Amerikaanse burgerrechtenbeweging. Starr overleed aan een hartaanval.
In 2003 gebruikte de Franse dj Laurent Garnier zijn nummer War tijdens een dj-set in Manchester als protest tegen de Irakoorlog.

## Discografie

### Singles
| Single met eventuele hitnotering(en) in de Nederlandse Top 40 | Datum van verschijnen | Datum van binnenkomst | Hoogste positie | Aantal weken | Opmerkingen |
| ------------------------------------------------------------- | --------------------- | --------------------- | --------------- | ------------ | ----------- |
| Twenty-Five miles                                             |                       | 3-5-1969              | 15              | 7            |             |
| War                                                           |                       | 5-9-1970              | 18              | 6            |             |
| Contact                                                       |                       | 10-2-1979             | 19              | 6            |             |

- Biblioteca Nacional de España: XX865260
- Bibliothèque nationale de France: cb13978210c (data)
- Gemeinsame Normdatei: 134528700
- International Standard Name Identifier: 0000 0000 7359 1105
- Library of Congress Control Number: n94035441
- MusicBrainz: 9eace815-06f3-487c-bf3a-1a817e248056
- Nederlandse Thesaurus van Auteursnamen: 07277620X
- Système universitaire de documentation: 082334293
- Virtual International Authority File: 19874507
- WorldCat: E39PBJqw8HwRpxVbGwFXQqBMfq